# Dorstenia nummularia
Dorstenia nummularia är en mullbärsväxtart som beskrevs av Ignatz Urban och Ekman. Dorstenia nummularia ingår i släktet Dorstenia och familjen mullbärsväxter. Inga underarter finns listade i Catalogue of Life.